# Пушкарьов Василь Олексійович
Василь Олексійович Пушкарьов (рос. Василий Алексеевич Пушкарёв, 28 лютого 1915, Анастасієвка, Російська імперія — 16 травня 2002, Москва, Росія) — російський радянський мистецтвознавець, багаторічний директор Державного Російського музею в Ленінграді та Центрального Будинку художника в Москві.

## Життєпис
Народився в станиці Анастасієвка (нині Ростовська область Росії). Походить з родини козаків. Батьки рано померли. Хлопець почав працювати помічником у чоботаря. По закінченню школи став учнем Ростовського художнього училища.
Перебрався в Ленінград, де став студентом Інституту імені Рєпіна (колишньої Петербурзької Академії мистецтв), факультет мистецтвознавства. Художником не став, а з початком 2-ї світової війни пішов на фронт добровільно. Воював у піхоті на Волховському та Ленінградському фронтах. Був членом Комуністичної партії СРСР. Просте походження, участь у війні зробили його привабливим для номенклатури. Став висуванцем Міністерства культури СРСР на посаду директора Державного Російського музею. Обіймав цю посаду в період 1951–1977 рр. Був під пильним наглядом російських цензорів і держбезпеки через активну діяльність по рятуванню творів мистецтва царського періоду, через закордонні відрядження і зустрічі з російськими емігрантами, через контакти з представниками російського авангарду і збором їх робіт. Діяльність директора Пушкарьова розглядалась як підозріла через несумісність ідейних позицій компартії СРСР та представників авангардних і новітніх течій 20 століття, шкідливих для громадян країни.
Звільнений із посади директора через абсурдне звинувачення в привласненні залишків паркету, котрий використовували при ремонті підлог у Російському музеї. Була проігнорована його успішна діяльність по ремонту в музеї, в створенні переходу до корпуса Бенуа і збільшенню музейних колекцій на 120000 зразків, що стали державним майном.

## Зберігач і рятівник
Музейник високого ґатунку, В. О. Пушкарьов добре знався на ситуаціях переоцінки творів мистецтва. Тому рятував і передавав у музейні сховища картини і твори мистецтва доби російського капіталізму, російського авангарду, яким нехтували в СРСР, нищили або передавали в запасники далеких провінційних музеїв. Пушкарьов відвідував під час закордонних відряджень російських художників-емігрантів і переконував продавати і передавати в музей власні твори. Після спілкування з таким директором свої твори віддав у музей художник Ісак Каплан, що не бажав продавати власні картини в музей. Частку творів Пушкарьов отримав від художниці-емігрантки Зінаїди Серебрякової, серед яких був і власний портрет її роботи.
Досить сміливими були дії директора і по рятуванню картин представників нереалістичних течій російського мистецтва (картин Павла Філонова, Казимира Малевича, Василя Кандинського), і при відкритті нових імен та введенні їх у культурний простір. Серед відкритих або підтриманих Пушкарьовим імен і авторитетів — Олександр Тишлер, Василь Коноваленко тощо.
Невизнання мистецької та матеріальної вартості російського авангарду помстилося радянському уряду. Так, американський ділок Арманд Хаммер отримав у подарунок від Міністерства культури СРСР картину Казимира Малевича. Через деякий час Арманд Хаммер успішно перепродав подаровану картину в Німеччині за 4 000 000. Картину вилучили зі збірок Третьяковської галереї, бо Пушкарьов категорично відмовився надати картину зі збірок Російського музею.

## Московський період
Після звільненню з посади директора Державного Російського музею, Пушкарьов перебрався в Москву, де був призначений на посаду директора Центрального Будинку художника на Кримському валу. Найкращим досягненням посадовця цього періоду стало створення Музею сучасного мистецтва. Помер в Москві.

## Увічнення пам'яті
- Документальний фільм «Тихая война Василия Пушкарёва», (режисер С. Карпухін)
- Орден Василя Пушкарьова (твір медальєра Олексія Архіпова)